# Eurycea arenicola
Eurycea arenicola — вид земноводних з роду струмкова саламандра родини безлегеневих саламандр. Описаний у 2020 році.

## Історія відкриття
Вперше цю саламандру виявлено у 1969 році Елвіном Брасвеллом, куратором Музею природничих наук Північної Кароліни. Спершу вважалося, що це незвичайна форма південної дволінійної саламандри (E. cirrigera), але подальші відкриття подібних екземплярів показали окрему популяцію саламандр, яка потенційно могла представляти неописаний вид. У 80-х роках Брасвелл робив спроби описати вид. У 2008 році він передав свої дослідження своєму наступнику Браяну Стюарту. Завдяки секвенуванню ДНК вид був остаточно описаний у 2020 році.

## Поширення
Ендемік США. Виявлений у Північній Кароліні, хоча один екземпляр був знайдений лише за 2 милі від кордону з Південною Кароліною, тож він може бути і там. Мешкає у джерелах та річках у соснових лісах.